# Hydriomena barretti
Hydriomena barretti là một loài bướm đêm trong họ Geometridae.